# Liste des planètes mineures non numérotées découvertes en mai 2017
Pour un article plus général, voir Liste des planètes mineures non numérotées découvertes en 2017.
Pour un article plus général, voir Liste des planètes mineures.
Cet article dresse la liste des planètes mineures (astéroïdes, centaures, objets transneptuniens et assimilés) non numérotées découvertes en mai 2017 dans l'ordre de leur découverte.
Au 15 janvier 2025, 661 077 des 1 434 993 planètes mineures répertoriées par le Centre des planètes mineures ne sont pas encore numérotées, soit 46,07 %.

## Rappel concernant la désignation provisoire
La désignation provisoire indique l'ordre de découverte de ces objets. En effet, cette désignation est composée de l'année de découverte (par exemple 2017) suivie de la quinzaine (demi-mois) de découverte (p.e. A = 1-15 janvier) puis de l'ordre de découverte dans cette quinzaine. Cet ordre est indiqué par une lettre et éventuellement un chiffre comme suit : A pour la première découverte, B pour la deuxième, ..., Z pour la 25e (le I n'est pas utilisé pour éviter la confusion avec 1), A1 pour la 26e, B1 pour la 27e, etc. , Z1 pour la 50e, A2 pour la 51e, B2 pour la 52e, etc. L'ordre de la numérotation ne suit donc pas l'ordre alphanumérique. 2017 AA1 suit ainsi 2017 AZ et précède 2017 AB1.

## Liste

### Du1erau 15 mai 2017
- 2017 JA
- 2017 JB
- 2017 JC
- 2017 JF
- 2017 JK
- 2017 JM
- 2017 JX
- 2017 JD1
- 2017 JG1
- 2017 JH1
- 2017 JK1
- 2017 JQ1
- 2017 JR1
- 2017 JS1
- 2017 JT1
- 2017 JU1
- 2017 JV1
- 2017 JW1
- 2017 JX1
- 2017 JY1
- 2017 JZ1
- 2017 JA2
- 2017 JB2
- 2017 JH2
- 2017 JJ2
- 2017 JK2
- 2017 JL2
- 2017 JM2
- 2017 JN2
- 2017 JO2
- 2017 JP2
- 2017 JQ2
- 2017 JR2
- 2017 JS2
- 2017 JT2
- 2017 JU2
- 2017 JV2
- 2017 JW2
- 2017 JB3
- 2017 JC3
- 2017 JD3
- 2017 JE3
- 2017 JF3
- 2017 JG3
- 2017 JH3
- 2017 JL3
- 2017 JP3
- 2017 JD4
- 2017 JE4
- 2017 JQ4
- 2017 JT4
- 2017 JX4
- 2017 JZ4
- 2017 JB5
- 2017 JC5
- 2017 JD5
- 2017 JE5
- 2017 JP5
- 2017 JV5
- 2017 JA6
- 2017 JB6
- 2017 JC6
- 2017 JF6
- 2017 JL6
- 2017 JN6
- 2017 JO6
- 2017 JP6
- 2017 JR6
- 2017 JS6
- 2017 JT6
- 2017 JU6
- 2017 JV6
- 2017 JW6
- 2017 JX6
- 2017 JY6
- 2017 JZ6
- 2017 JB7
- 2017 JC7
- 2017 JD7
- 2017 JE7
- 2017 JJ7
- 2017 JL7
- 2017 JM7
- 2017 JN7
- 2017 JP7
- 2017 JQ7
- 2017 JS7
- 2017 JT7
- 2017 JY7
- 2017 JZ7
- 2017 JB8
- 2017 JC8
- 2017 JD8
- 2017 JF8
- 2017 JG8
- 2017 JH8
- 2017 JJ8
- 2017 JK8
- 2017 JL8
- 2017 JM8
- 2017 JN8
- 2017 JO8
- 2017 JP8
- 2017 JR8
- 2017 JV8
- 2017 JW8
- 2017 JY8
- 2017 JB9
- 2017 JF9
- 2017 JG9
- 2017 JH9
- 2017 JJ9
- 2017 JL9
- 2017 JM9
- 2017 JN9
- 2017 JO9
- 2017 JP9
- 2017 JQ9
- 2017 JR9
- 2017 JS9
- 2017 JU9
- 2017 JV9
- 2017 JW9
- 2017 JZ9
- 2017 JA10
- 2017 JB10
- 2017 JC10
- 2017 JD10
- 2017 JE10
- 2017 JF10
- 2017 JG10
- 2017 JH10
- 2017 JJ10
- 2017 JM10
- 2017 JN10
- 2017 JO10
- 2017 JP10
- 2017 JQ10
- 2017 JU10
- 2017 JW10
- 2017 JX10
- 2017 JY10
- 2017 JA11
- 2017 JC11
- 2017 JD11
- 2017 JE11
- 2017 JF11
- 2017 JG11
- 2017 JH11
- 2017 JJ11
- 2017 JK11
- 2017 JM11
- 2017 JN11
- 2017 JO11
- 2017 JP11
- 2017 JR11
- 2017 JS11
- 2017 JT11
- 2017 JW11
- 2017 JX11
- 2017 JY11
- 2017 JZ11
- 2017 JA12
- 2017 JB12
- 2017 JC12
- 2017 JE12
- 2017 JF12
- 2017 JH12
- 2017 JJ12
- 2017 JK12
- 2017 JL12
- 2017 JM12
- 2017 JN12
- 2017 JO12
- 2017 JP12
- 2017 JQ12
- 2017 JR12
- 2017 JT12
- 2017 JU12
- 2017 JV12
- 2017 JX12
- 2017 JY12
- 2017 JZ12
- 2017 JA13
- 2017 JB13
- 2017 JC13
- 2017 JD13
- 2017 JF13
- 2017 JG13
- 2017 JH13
- 2017 JJ13
- 2017 JK13
- 2017 JL13
- 2017 JM13
- 2017 JN13
- 2017 JO13
- 2017 JP13
- 2017 JR13
- 2017 JS13
- 2017 JT13
- 2017 JU13
- 2017 JV13
- 2017 JW13
- 2017 JX13
- 2017 JY13
- 2017 JZ13
- 2017 JA14
- 2017 JB14
- 2017 JC14
- 2017 JD14
- 2017 JE14
- 2017 JF14

### Du 16 au 31 mai 2017
- 2017 KE
- 2017 KF
- 2017 KW
- 2017 KX
- 2017 KA1
- 2017 KB1
- 2017 KD1
- 2017 KE1
- 2017 KL1
- 2017 KX1
- 2017 KD2
- 2017 KG2
- 2017 KH2
- 2017 KK2
- 2017 KL2
- 2017 KS2
- 2017 KW2
- 2017 KX2
- 2017 KY2
- 2017 KZ2
- 2017 KA3
- 2017 KB3
- 2017 KC3
- 2017 KD3
- 2017 KE3
- 2017 KF3
- 2017 KG3
- 2017 KH3
- 2017 KJ3
- 2017 KK3
- 2017 KL3
- 2017 KM3
- 2017 KN3
- 2017 KO3
- 2017 KS3
- 2017 KT3
- 2017 KU3
- 2017 KW3
- 2017 KX3
- 2017 KA4
- 2017 KB4
- 2017 KC4
- 2017 KE4
- 2017 KH4
- 2017 KJ4
- 2017 KN4
- 2017 KO4
- 2017 KP4
- 2017 KQ4
- 2017 KR4
- 2017 KS4
- 2017 KU4
- 2017 KV4
- 2017 KW4
- 2017 KX4
- 2017 KY4
- 2017 KZ4
- 2017 KA5
- 2017 KD5
- 2017 KE5
- 2017 KF5
- 2017 KG5
- 2017 KH5
- 2017 KJ5
- 2017 KM5
- 2017 KN5
- 2017 KT5
- 2017 KC6
- 2017 KD6
- 2017 KF6
- 2017 KM6
- 2017 KT6
- 2017 KC7
- 2017 KF7
- 2017 KK7
- 2017 KR7
- 2017 KS7
- 2017 KV7
- 2017 KY7
- 2017 KD8
- 2017 KH8
- 2017 KQ8
- 2017 KV8
- 2017 KX8
- 2017 KD9
- 2017 KM9
- 2017 KR9
- 2017 KS9
- 2017 KU9
- 2017 KV9
- 2017 KW9
- 2017 KX9
- 2017 KE10
- 2017 KH10
- 2017 KK10
- 2017 KL10
- 2017 KM10
- 2017 KP10
- 2017 KQ10
- 2017 KR10
- 2017 KS10
- 2017 KW10
- 2017 KX10
- 2017 KY10
- 2017 KN11
- 2017 KS11
- 2017 KE12
- 2017 KD13
- 2017 KF13
- 2017 KH13
- 2017 KJ13
- 2017 KK13
- 2017 KR13
- 2017 KU13
- 2017 KW13
- 2017 KX13
- 2017 KZ13
- 2017 KA14
- 2017 KC14
- 2017 KD14
- 2017 KG14
- 2017 KN14
- 2017 KQ14
- 2017 KU14
- 2017 KB15
- 2017 KC15
- 2017 KE15
- 2017 KK15
- 2017 KN15
- 2017 KO15
- 2017 KP15
- 2017 KW15
- 2017 KJ16
- 2017 KL16
- 2017 KR16
- 2017 KA17
- 2017 KG17
- 2017 KM17
- 2017 KQ17
- 2017 KR17
- 2017 KU17
- 2017 KW17
- 2017 KA18
- 2017 KB18
- 2017 KD18
- 2017 KH18
- 2017 KJ18
- 2017 KK18
- 2017 KQ18
- 2017 KS18
- 2017 KA19
- 2017 KJ19
- 2017 KZ19
- 2017 KJ20
- 2017 KN20
- 2017 KQ20
- 2017 KT20
- 2017 KA21
- 2017 KH21
- 2017 KN21
- 2017 KV21
- 2017 KX21
- 2017 KD22
- 2017 KG22
- 2017 KL22
- 2017 KM22
- 2017 KW22
- 2017 KA23
- 2017 KJ23
- 2017 KK23
- 2017 KM23
- 2017 KP23
- 2017 KQ23
- 2017 KS23
- 2017 KU23
- 2017 KY23
- 2017 KB24
- 2017 KD24
- 2017 KE24
- 2017 KK24
- 2017 KN24
- 2017 KS24
- 2017 KB25
- 2017 KD25
- 2017 KO25
- 2017 KS25
- 2017 KZ25
- 2017 KH26
- 2017 KT26
- 2017 KU26
- 2017 KV26
- 2017 KA27
- 2017 KB27
- 2017 KC27
- 2017 KD27
- 2017 KF27
- 2017 KG27
- 2017 KJ27
- 2017 KK27
- 2017 KL27
- 2017 KM27
- 2017 KN27
- 2017 KO27
- 2017 KP27
- 2017 KQ27
- 2017 KR27
- 2017 KF28
- 2017 KG28
- 2017 KH28
- 2017 KN28
- 2017 KS28
- 2017 KU28
- 2017 KX28
- 2017 KC29
- 2017 KE29
- 2017 KU29
- 2017 KY29
- 2017 KG30
- 2017 KH30
- 2017 KO30
- 2017 KW30
- 2017 KC31
- 2017 KH31
- 2017 KK31
- 2017 KO31
- 2017 KP31
- 2017 KQ31
- 2017 KR31
- 2017 KS31
- 2017 KT31
- 2017 KU31
- 2017 KV31
- 2017 KW31
- 2017 KY31
- 2017 KA32
- 2017 KB32
- 2017 KD32
- 2017 KE32
- 2017 KG32
- 2017 KJ32
- 2017 KK32
- 2017 KL32
- 2017 KO32
- 2017 KP32
- 2017 KU32
- 2017 KV32
- 2017 KB33
- 2017 KE33
- 2017 KW33
- 2017 KX33
- 2017 KB34
- 2017 KD34
- 2017 KE34
- 2017 KM34
- 2017 KN34
- 2017 KO34
- 2017 KP34
- 2017 KQ34
- 2017 KR34
- 2017 KS34
- 2017 KT34
- 2017 KU34
- 2017 KV34
- 2017 KW34
- 2017 KX34
- 2017 KY34
- 2017 KZ34
- 2017 KA35
- 2017 KC35
- 2017 KD35
- 2017 KE35
- 2017 KM35
- 2017 KN35
- 2017 KP35
- 2017 KX35
- 2017 KY35
- 2017 KB36
- 2017 KC36
- 2017 KM36
- 2017 KV36
- 2017 KX36
- 2017 KZ36
- 2017 KH37
- 2017 KK37
- 2017 KM37
- 2017 KR37
- 2017 KS37
- 2017 KT37
- 2017 KU37
- 2017 KV37
- 2017 KW37
- 2017 KY37
- 2017 KZ37
- 2017 KA38
- 2017 KB38
- 2017 KC38
- 2017 KD38
- 2017 KE38
- 2017 KG38
- 2017 KK38
- 2017 KM38
- 2017 KN38
- 2017 KQ38
- 2017 KR38
- 2017 KW38
- 2017 KX38
- 2017 KY38
- 2017 KG39
- 2017 KH39
- 2017 KJ39
- 2017 KK39
- 2017 KL39
- 2017 KO39
- 2017 KP39
- 2017 KQ39
- 2017 KR39
- 2017 KT39
- 2017 KU39
- 2017 KV39
- 2017 KX39
- 2017 KZ39
- 2017 KA40
- 2017 KC40
- 2017 KD40
- 2017 KE40
- 2017 KF40
- 2017 KG40
- 2017 KH40
- 2017 KJ40
- 2017 KK40
- 2017 KL40
- 2017 KM40
- 2017 KN40
- 2017 KO40
- 2017 KQ40
- 2017 KS40
- 2017 KT40
- 2017 KW40
- 2017 KX40
- 2017 KY40
- 2017 KA41
- 2017 KD41
- 2017 KF41
- 2017 KG41
- 2017 KH41
- 2017 KM41
- 2017 KN41
- 2017 KR41
- 2017 KV41
- 2017 KZ41
- 2017 KC42
- 2017 KD42
- 2017 KE42
- 2017 KF42
- 2017 KJ42
- 2017 KK42
- 2017 KL42
- 2017 KM42
- 2017 KO42
- 2017 KP42
- 2017 KQ42
- 2017 KR42
- 2017 KT42
- 2017 KU42
- 2017 KV42
- 2017 KW42
- 2017 KX42
- 2017 KY42
- 2017 KA43
- 2017 KB43
- 2017 KC43
- 2017 KD43
- 2017 KE43
- 2017 KF43
- 2017 KG43
- 2017 KH43
- 2017 KJ43
- 2017 KK43
- 2017 KL43
- 2017 KM43
- 2017 KN43
- 2017 KO43
- 2017 KP43
- 2017 KQ43
- 2017 KR43
- 2017 KS43
- 2017 KU43
- 2017 KV43
- 2017 KW43
- 2017 KX43
- 2017 KY43
- 2017 KZ43
- 2017 KA44
- 2017 KB44
- 2017 KC44
- 2017 KD44
- 2017 KF44
- 2017 KH44
- 2017 KJ44
- 2017 KK44
- 2017 KL44
- 2017 KN44
- 2017 KO44
- 2017 KR44
- 2017 KS44
- 2017 KU44
- 2017 KV44
- 2017 KX44
- 2017 KY44
- 2017 KZ44
- 2017 KA45
- 2017 KB45
- 2017 KC45
- 2017 KE45
- 2017 KF45
- 2017 KG45
- 2017 KJ45
- 2017 KK45
- 2017 KM45
- 2017 KN45
- 2017 KO45
- 2017 KP45
- 2017 KQ45
- 2017 KR45
- 2017 KS45
- 2017 KU45
- 2017 KV45
- 2017 KW45
- 2017 KX45
- 2017 KY45
- 2017 KA46
- 2017 KC46
- 2017 KD46
- 2017 KE46
- 2017 KF46
- 2017 KG46
- 2017 KH46
- 2017 KJ46
- 2017 KK46
- 2017 KL46
- 2017 KM46
- 2017 KN46
- 2017 KO46
- 2017 KP46
- 2017 KQ46
- 2017 KR46
- 2017 KS46
- 2017 KT46
- 2017 KU46
- 2017 KV46
- 2017 KW46
- 2017 KX46
- 2017 KY46
- 2017 KZ46
- 2017 KB47
- 2017 KD47
- 2017 KE47
- 2017 KF47
- 2017 KG47
- 2017 KH47
- 2017 KJ47
- 2017 KK47
- 2017 KL47
- 2017 KN47
- 2017 KP47
- 2017 KQ47
- 2017 KR47
- 2017 KS47
- 2017 KT47
- 2017 KU47
- 2017 KW47
- 2017 KX47
- 2017 KZ47
- 2017 KA48
- 2017 KB48
- 2017 KC48
- 2017 KD48
- 2017 KE48
- 2017 KF48
- 2017 KG48
- 2017 KH48
- 2017 KJ48
- 2017 KL48
- 2017 KM48
- 2017 KN48
- 2017 KO48
- 2017 KP48
- 2017 KQ48
- 2017 KR48
- 2017 KT48
- 2017 KV48
- 2017 KW48
- 2017 KX48
- 2017 KY48
- 2017 KZ48
- 2017 KA49
- 2017 KB49
- 2017 KC49
- 2017 KD49
- 2017 KE49
- 2017 KF49
- 2017 KG49
- 2017 KH49
- 2017 KJ49
- 2017 KK49
- 2017 KL49
- 2017 KN49
- 2017 KO49
- 2017 KP49
- 2017 KQ49
- 2017 KR49
- 2017 KS49
- 2017 KT49
- 2017 KU49
- 2017 KV49
- 2017 KW49
- 2017 KX49
- 2017 KY49
- 2017 KZ49
- 2017 KA50
- 2017 KB50
- 2017 KC50
- 2017 KD50
- 2017 KE50
- 2017 KF50
- 2017 KG50
- 2017 KH50
- 2017 KJ50
- 2017 KK50
- 2017 KL50
- 2017 KM50
- 2017 KO50
- 2017 KP50
- 2017 KQ50
- 2017 KR50
- 2017 KS50
- 2017 KT50
- 2017 KV50
- 2017 KW50
- 2017 KX50
- 2017 KY50
- 2017 KZ50
- 2017 KA51
- 2017 KB51
- 2017 KC51
- 2017 KD51
- 2017 KE51
- 2017 KF51
- 2017 KG51
- 2017 KH51
- 2017 KJ51
- 2017 KK51
- 2017 KL51
- 2017 KM51
- 2017 KP51
- 2017 KQ51
- 2017 KR51
- 2017 KS51
- 2017 KU51
- 2017 KV51
- 2017 KW51
- 2017 KX51
- 2017 KY51
- 2017 KZ51
- 2017 KA52
- 2017 KB52
- 2017 KC52
- 2017 KD52
- 2017 KE52
- 2017 KF52
- 2017 KG52
- 2017 KH52
- 2017 KJ52
- 2017 KK52
- 2017 KL52
- 2017 KM52
- 2017 KN52
- 2017 KO52
- 2017 KP52
- 2017 KQ52
- 2017 KR52
- 2017 KS52
- 2017 KT52
- 2017 KU52
- 2017 KV52
- 2017 KW52
- 2017 KX52
- 2017 KY52
- 2017 KZ52
- 2017 KA53
- 2017 KB53
- 2017 KD53
- 2017 KE53
- 2017 KF53
- 2017 KG53
- 2017 KH53
- 2017 KJ53
- 2017 KK53
- 2017 KL53
- 2017 KM53
- 2017 KN53
- 2017 KP53
- 2017 KQ53
- 2017 KR53